# Jean Genet
Pour les articles homonymes, voir Genet.
Jean Genet, né le 19 décembre 1910 à Paris VIe arrondissement et mort le 14 avril 1986 à Paris XIIIe arrondissement, est un écrivain, poète et auteur dramatique français. Genet aborde notamment dans ses ouvrages l'homosexualité et l'érotisme, à travers la célébration de personnages ambivalents évoluant au sein de mondes interlopes.

## Biographie

### Les premières années
Né de père inconnu (son nom était Frédéric Blanc selon les archives de l'Assistance publique), Jean Genet est abandonné à sept mois par sa mère, Camille Gabrielle Genet (1888-1919), gouvernante ou femme de chambre,.
Pupille de l'État, le jeune Jean Genet est envoyé dans une famille nourricière du Morvan (la famille Régnier, composée de petits artisans du village d'Alligny-en-Morvan). Cette région, véritable « laiterie » de la France au début du XXe siècle, regroupe alors une grande proportion des familles mandatées par l'Assistance publique pour recueillir et élever les enfants abandonnés de la IIIe République. L'agence de placement de Saulieu, dont dépend la famille Régnier, est réputée comme étant « l’une des meilleures agences de l’Assistance publique de la Seine », en raison de la tradition nourricière du Morvan, mais aussi parce que l’accueil y est affectueux et que les enfants sont conservés par les nourrices le plus longtemps possible.
La famille adoptive de Genet lui offre l’éducation communale, une mère de lait douce et aimante et un environnement protégé. L'enfant y est heureux, bon élève et enfant de chœur, mais réservé et taciturne. De cette époque remontent les premiers émois masculins de Genet, en la personne du petit Lou Culafroy — qui deviendra plus tard « Divine », héros et ensuite héroïne de Notre-Dame-des-Fleurs — ainsi que d’hommes plus âgés, braconniers de passage ou marginaux égarés. Il obtient la meilleure note de sa commune au certificat d'études primaires.
Il commet son premier vol à l'âge de dix ans. C'est l'acte fondateur de la mythologie de Genet qui, fustigé pour son acte, donne un change très existentialiste en sanctifiant son geste, revendiquant ainsi une asocialité profonde. En octobre 1924, l'Assistance publique le sépare d'office de sa famille d'adoption et l'envoie à l'École d'Alembert, un centre d'apprentissage de Seine-et-Marne, pour suivre une formation d'ouvrier typographe dans l'imprimerie. Alors que certains élèves pauvres et méritants comme Charles Péguy ou Albert Camus ont bénéficié de bourses leur permettant de s'élever socialement, Genet est envoyé en apprentissage. Selon l'universitaire Ivan Jablonka, il s'agit d'une humiliation qui s'ajoute à celle d'avoir été abandonné : victime de « l’aveuglement bureaucratique et du ruralisme forcené des responsables de l’Assistance publique », Genet développe un sentiment de désillusion et de rancœur qui explique par la suite son attitude hostile vis-à-vis des institutions républicaines.
Dès lors, se sentant plutôt une vocation d'artiste, il fugue le 3 novembre. Arrêté pour vagabondage, il enchaîne fugue sur fugue. En avril 1925, il est placé chez le compositeur aveugle René de Buxeuil. Lorsqu'il est finalement arrêté en juillet 1926 dans un train entre Paris et Meaux sans billet, il est incarcéré quarante-cinq jours. Le 2 septembre, il est confié par les tribunaux jusqu'à sa majorité à La Paternelle, à la colonie pénitentiaire agricole de Mettray, où se cristallise probablement toute la liturgie de domination/soumission, la hiérarchie masculine et virile ainsi que la féodalité brutale qui en découlent à ses yeux.

Il quitte les lieux à dix-huit ans en mars 1929 et, devançant l'appel, s'engage pour deux ans dans la Légion étrangère. Durant les six années de sa carrière militaire, il est envoyé en Syrie et au Maroc, alors administrés par la France, qui lui font très forte impression par les passions qui y règnent, le charisme mâle et volontaire de ses habitants. En 1931, depuis le Maroc, il écrit au directeur de l'agence de l'Assistance publique une lettre qui peut figurer parmi ses premiers écrits littéraires :
La turbulence des événements, et aussi je l’avoue un peu de nonchalance (soleil et fatigue) m’ont fait remettre jusqu’à présent une lettre que respectueusement je vous devais. Sentiment auquel se mêle d’ailleurs la reconnaissance. Immédiatement avant mon départ, je fus brutal.
En juillet 1936, Genet déserte l'armée et se réfugie à Brno en Tchécoslovaquie pour échapper aux poursuites. À partir de septembre 1937, revenu à Paris, vivant de petits larcins (dont le vol de livres), Genet passe presque quatre ans dans des prisons pour adultes, pour l'essentiel à la Santé et à la maison d'arrêt de Fresnes.
Il y écrit ses premiers poèmes et quelques ébauches de roman, sans cesse reprises, refondues, rejetées. Genet est un perfectionniste, un éternel insatisfait, un obsédé de la beauté du mot. Lui qui sacralise le geste, la signification de l'acte, n'admet la viabilité du verbe que lorsqu'il est beau, puissant, racé.
Ses premiers romans, écrits en prison, paraissent aux éditions de L'Arbalète ou « aux dépens d’un amateur » chez Paul Morihien, qui, outre le fait d'être le secrétaire de Jean Cocteau, possédait une librairie-galerie rue de Beaujolais à Paris près du Palais-Royal. Ces premiers romans, jugés pornographiques, sont censurés et se distribuent sous le manteau.

### Les premiers écrits
C'est durant l'un de ses nombreux séjours en prison que Genet a le déclic : se consacrer à l'écriture. Début 1942, il commence la rédaction de son premier roman Notre-Dame des Fleurs (paru en 1943) qui raconte la vie d’un travesti, surnommé Divine (avec son passé de petit garçon du nom de Louis Culafroy), de son mac Mignon-les-Petits-Pieds et de son colocataire, un Africain nommé Seck. Notre-Dame-des-Fleurs est un jeune assassin de 16 ans à la beauté fulgurante. On y découvre le monde de ces « tantes », de ces hommes-femmes et des nuits de Montmartre. Genet évoque les créatures ambiguës de la nuit homosexuelle parisienne du Paris d'avant-guerre. Le roman commence ainsi, disant la gloire des assassins à la beauté fulgurante :

« Weidmann vous apparut dans une édition de cinq heures, la tête emmaillotée de bandelettes blanches, religieuse et encore aviateur blessé, tombé dans les seigles, un jour de septembre pareil à celui où fut connu le nom de Notre-Dame des Fleurs. Son beau visage multiplié par les linotypes s'abattit sur Paris et sur la France, au plus profond des villages perdus, dans les châteaux et les chaumières, révélant aux bourgeois attristés que leur vie quotidienne est frôlée d'assassins enchanteurs, élevés sournoisement jusqu'à leur sommeil qu'ils vont traverser, par quelque escalier d'office qui, complice pour eux, n'a pas grincé. Sous son image, éclataient d'aurore ses crimes : meurtre 1, meurtre 2, meurtre 3 et jusqu'à six, disaient sa gloire secrète et préparaient sa gloire future. »

Le Miracle de la rose (1946) évoque les années d’enfermement de Genet, à l'âge de seize ans, à la colonie agricole et pénitentiaire de Mettray, « à l'endroit le plus beau de la plus belle Touraine », et ses années de prison ensuite. Le narrateur décrit ses plus profondes et premières amours avec Bulkaen ou Divers. Il raconte les correspondances secrètes des détenus de la Colonie pénitentiaire avec les prisonniers de la Centrale de Fontevrault où ils vont se retrouver adultes et où Harcamone, auréolé de sa condamnation à mort, est le centre de tous les regards et le héros du « miracle de la Rose ». C’est un document implacable sur les bagnes d'enfants et le roman de ces adolescents violents et passionnés, condamnés à vivre enfermés dans un univers clos et féroce.

« En quittant la Santé pour Fontevrault, je savais déjà qu'Harcamone y attendait son exécution. À mon arrivée, je fus donc saisi par le mystère d'un de mes anciens camarades de Mettray, qui avait su, notre aventure à nous tous, la pousser jusqu'à sa pointe la plus ténue : la mort sur l'échafaud qui est notre gloire. »

Querelle de Brest (1947) met en scène le matelot Querelle, son frère Robert, qui est l'amant de Madame Lysiane, patronne de La Féria, bordel célèbre du port de Brest, Nono son mari, le tenancier de ce bordel, l'inspecteur Mario à la personnalité trouble, le lieutenant Seblon dont Querelle est l’ordonnance et qui l'aime en secret, le petit Gil Turko, jeune meurtrier en cavale. Tous les protagonistes du drame naissent pour Jean Genet du brouillard de Brest, du soleil qui dore faiblement ses façades, et de la mer semblable au mouvement intérieur très singulier qui anime l'écrivain.

« L'idée de meurtre évoque souvent l'idée de mer, de marins. Mer et marins ne se présentent pas alors avec la précision d'une image, le meurtre plutôt fait en nous l'émotion déferler par vagues. »

L’action principale suit Querelle qui se livre à un trafic de drogue, assassine son ami Vic, « se fait mettre » par Nono après un jeu de dés truqué. Des retours en arrière évoquent les précédents meurtres de Querelle, et surtout le premier meurtre, celui du « pédé arménien », Joachim, qui le nomme « mon bel étoilé ».
Pompes funèbres (1948), est le roman qui prête le plus à malentendus. Les héros : Jean Decarnin, le résistant assassiné par la milice, Riton, petit gars de Paris, Erik le tankiste, Hitler lui-même décrit comme « sodomite et castré », ne sont pas des figures réalistes, mais des figures héraldiques, des êtres poétiques. Il y propose aussi une vision homo-érotisée de Hitler, ainsi qu'un regard trouble sur les rapports qu'entretiennent la violence nazie et l'attirance sexuelle. Il adopte en partie le point de vue de la Milice et décrit la fascination de celle-ci pour le culte du corps et la mise en scène de la virilité développés par le nazisme :

« Le petit gars de Paris accomplit son travail avec vaillance. D'abord il eut peur de faire du mal au Führer. Le membre était d'acier. De toute cette machine à supplice qu'était Paulo, la verge en était la pièce essentielle. Elle avait la perfection des rouages, des bielles fabriquées avec précision. […] Elle était également sans tendresse, sans douceur, sans le tremblement qui fait souvent frémir délicatement les plus violentes. […] Il fonça jusqu'au fond. Il éprouva une grande joie à sentir le tressaillement de bonheur de Madame. La reconnaissance de la beauté de son travail le rendit fier et plus ardent. Ses bras, par en dessous, près des épaules, s'agripèrent au bras de l'enculé, et il fonça plus dur, avec plus de fougue. Le Führer râlait doucement. Paulo fut heureux de donner du bonheur à un tel homme. Il pensa : « T'en veux de l'aut' ? » et en fonçant : « Tiens mon chéri. » Soulevant encore ses reins, sans sortir du trou : « Du petit Français » et fonçant « Encore un coup… C'est bon, ça te plaît ? Prends-en toujours. » Et chaque mouvement de va-et-vient dans l'œil de bronze, s'accompagnait mentalement d'une formule dont le lyrisme était dicté par le bonheur accordé. À peine eut-il une fois un léger ricanement, vite effacé, quand il pensa « Çui-là, c'est la France qui te le met. » Hitler une main sur sa queue et ses parties mutilées, sentait cette ardeur s'exalter, encore que chaque coup de bite arrachât un râle de bonheur. »

Pour certains spécialistes, cela ne fait pas pour autant de Jean Genet un thuriféraire du régime nazi ou de la Collaboration, ce que certains lecteurs pensent. Pour les uns, ce texte est écrit par Jean Genet afin de raconter à sa façon un travail de deuil : Jean Decarnin, son ami, résistant communiste, vient d'être assassiné par un milicien. Pour les autres, comme Marty et Jablonka, il montre la relation ambiguë que Genet entretient avec le nazisme. La question a alimenté un débat (voir section « Polémique » ci-dessous).
Pompes funèbres s'ouvre sur la mort et l'enterrement de Decarnin. Genet se réfugie ensuite dans un cinéma où des actualités montrent l'arrestation d'un jeune milicien sur les toits de Paris. Il ne peut alors ni faire le deuil de son ami, ni accepter la vindicte selon lui hypocrite des bourgeois contre les miliciens. Il décide donc d'écrire un livre du point de vue de ce « petit gars » qu’il imagine avoir tué son ami. Provocateur et scandaleux, il cherche à déclencher chez le lecteur, après la guerre, une prise de conscience extrême de l'extraordinaire séduction du mal.
Genet magnifie les nazis, non parce qu’ils indiqueraient la voie du bien ou du vrai, mais au contraire parce qu’ils incarnent le crime, la terreur, la destruction, autrement dit le mal à l’état pur, qui se concrétise dans le meurtre gratuit d’un enfant par Erik, le tankiste allemand.
Le Journal du voleur (1949) n’est pas, selon Sartre, une simple autobiographie, mais « une cosmogonie sacrée ». Le livre décrit les errances du narrateur hors de France. Âgé de trente-cinq ans, le narrateur, Jean, évoque sa vie de 1932 à 1940. Il raconte son existence de misère en Espagne, dans le quartier interlope du Barrio Chino à Barcelone, où il partage les mœurs de la vermine avec Salvador, son amant crasseux, qu’il délaisse ensuite pour Stilitano, le manchot magnifique, maquereau et traître. Abandonné par ce dernier, le narrateur raconte son dénuement sur les routes andalouses. Il fait part de ses pérégrinations en France, en Italie et à travers l’Europe d’avant-guerre.

« Ainsi l’Espagne et ma vie de mendiant m’auront fait connaître les fastes de l’abjection, car il fallait beaucoup d’orgueil (c'est-à-dire d’amour) pour embellir ces personnages crasseux et méprisés. Il me fallut beaucoup de talent. Il m’en vint peu à peu. S’il m’est impossible de vous en décrire le mécanisme au moins puis-je dire que lentement je me forçai à considérer cette vie misérable comme une nécessité voulue. Jamais je ne cherchai à faire d’elle autre chose que ce qu’elle était, je ne cherchai pas à la parer, à la masquer, mais au contraire je la voulus affirmer dans sa sordidité exacte, et les signes les plus sordides me devinrent signes de grandeur. »

Genet écrit : 

« La trahison, le vol et l'homosexualité sont les sujets essentiels de ce livre. Un Rapport existe entre eux, sinon apparent toujours, du moins me semblerait-il reconnaître une sorte d'échange vasculaire entre mon goût pour la trahison, le vol et mes amours. »

Notons que ces premiers romans ont été publiés à nouveau par les éditions Gallimard dans les Œuvres complètes, mais en version largement révisée, voire censurée, ce qui amène à nous interroger. Il semblerait que Genet lui-même ait participé à ces révisions et censures dont beaucoup sont jugées regrettables et altèrent même le sens du texte, comme la suppression du meurtre du « pédé arménien » dans Querelle de Brest.

### La découverte de Jean Genet par le milieu littéraire parisien
Cocteau découvre les premières œuvres de Genet, et Sartre après lui. Ils encensent ce mauvais garçon de la scène littéraire française et le considèrent comme le génie de leur temps. Cocteau le sauve de la prison à perpétuité (à la troisième condamnation, quel que soit le motif de cette condamnation, le criminel risquait la relégation au bagne, à perpétuité). En août 1949, à la suite d'une pétition par Cocteau et Sartre, le président Vincent Auriol accorde sa grâce définitive à Genet.
Cocteau et Sartre voient en lui un moraliste alors que Mauriac se contente de le qualifier d'« excrémentiel ». En montrant à la société le spectacle de sa propre fange, Genet accule le bourgeois dont l'ordre est régi par une violence normée (la peine de mort en étant le point culminant) : il voit dans la défaite de 1940 une occasion d'inverser les termes de cette violence, de faire du bourreau une victime méprisable.
Sartre, qui a d’interminables entretiens avec Genet, écrit ce qui devait être d’abord une préface à ses Œuvres complètes publiées chez Gallimard, et qui en devient l’énorme premier tome sous le titre : Saint Genet, comédien et martyr, un ambivalent mélange selon certains critiques d'éloges et d'observations cruelles, et d'analyses biographiques et psychologiques quelquefois brutales. Cette étude occupe certes une place indue dans ces Œuvres complètes, avec en seconde de couverture la liste des œuvres de Sartre, comme si Sartre s’était glissé vampiriquement dans la peau de Genet. Sartre en fait l'« exemplum » de sa philosophie existentialiste. Au cœur de l'analyse de Sartre, le « caïnisme » de Genet, son identification au Caïn rebelle et meurtrier des Écritures.
Ce livre déprimera profondément Genet et l'empêchera d'écrire, selon ses propres dires, pendant près de dix ans, tant sa « mécanique cérébrale y était décortiquée », ce qui est partiellement inexact.
Genet, au faîte de sa gloire parisienne, fréquente Sartre, Simone de Beauvoir, Alberto Giacometti, Henri Matisse, Brassaï. Il entame une carrière de dramaturge ; ses pièces, précédées par sa réputation et son odeur de scandale, montées par les plus grands metteurs en scène, sont des succès. Ainsi, Roger Blin monte Les Nègres puis Les Paravents qui, jouée au début des années 1960, prend violemment position contre le colonialisme français et prend fait et cause pour les indépendances, alors même que la France est en pleine guerre d'Algérie.

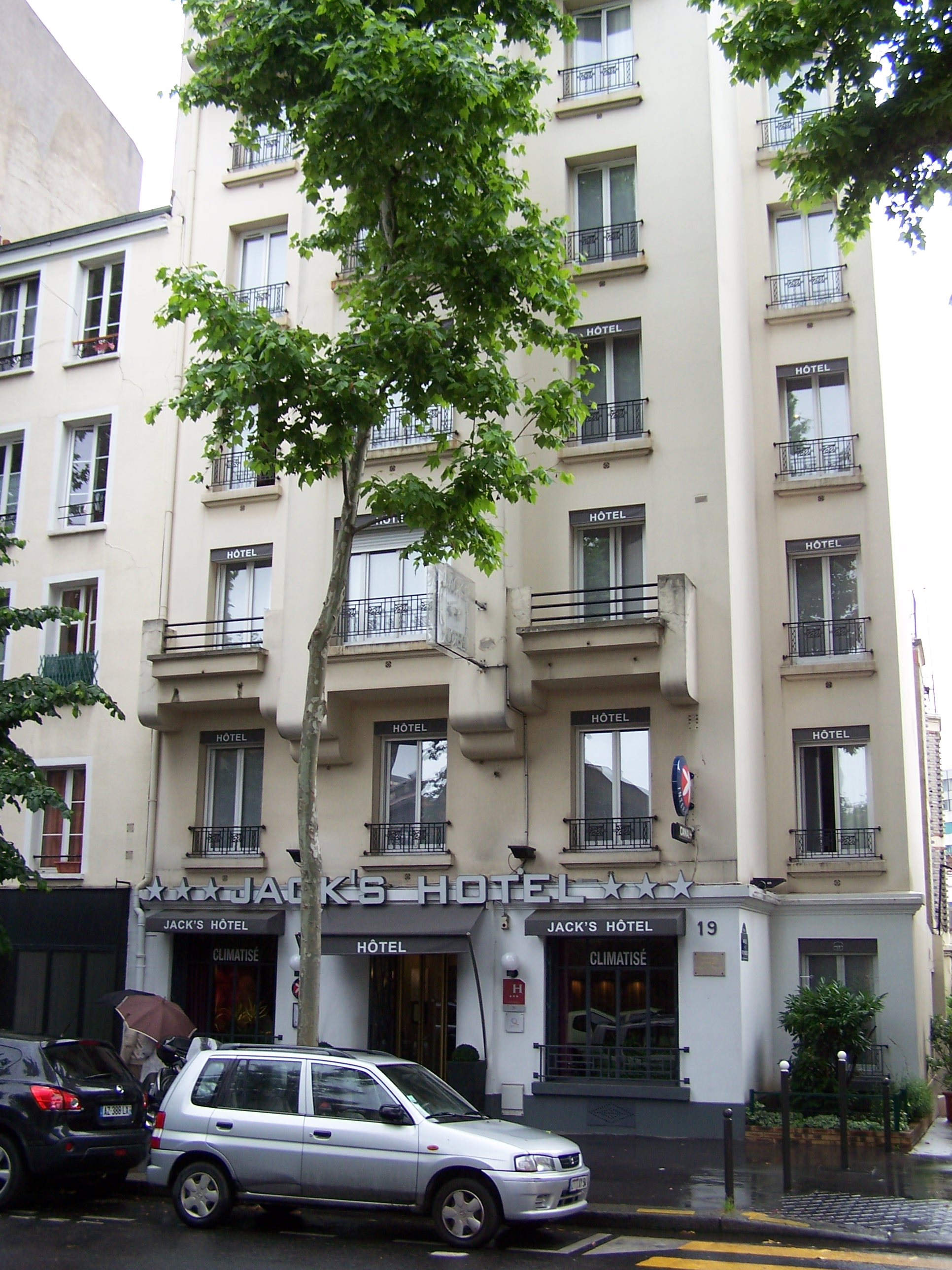
Jack's Hôtel au no 19 avenue Stéphen-Pichon où meurt Genet.

Le propos de Genet se fait de plus en plus engagé. Il élève la voix contre la tyrannie blanche, la domination occidentale, l'état déplorable dans lequel la France abandonne ses anciennes colonies. Il se lance dans la rédaction d'un journal intitulé Le Captif amoureux, publié en 1986, quelques mois après sa mort.

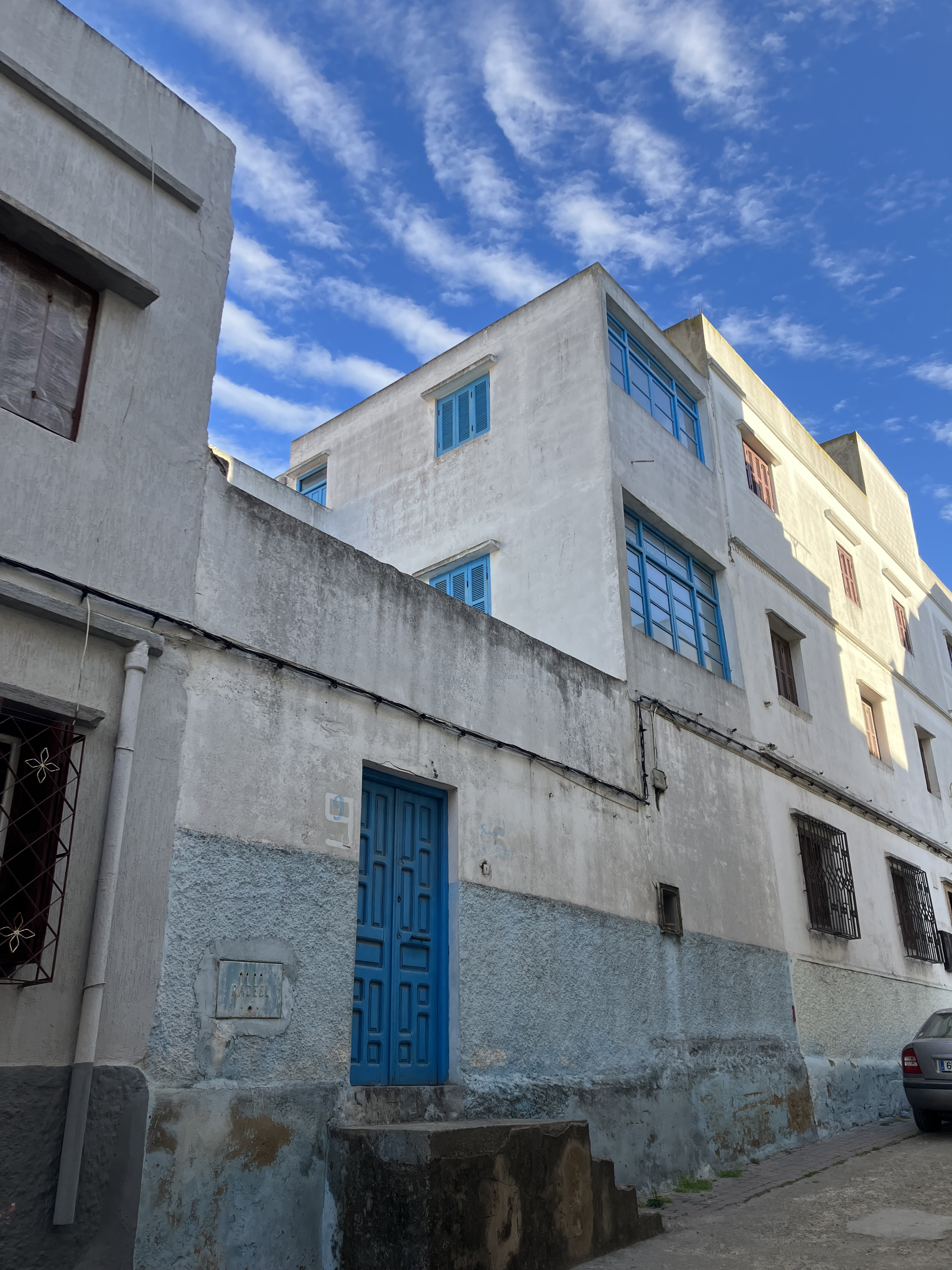
Maison de Jean GENET à LARACHE, au n°09.

### Fin de vie
Dans les années 60, alors qu'elle était une enfant, Jean Genet a abusé sexuellement de Carole Achache fille de son amie Monique Lange.
En 1964, le suicide de son compagnon, Abdallah Bentaga (qui lui a notamment inspiré le poème Le Funambule), ainsi que sa toxicomanie aux barbituriques, mettent à mal son mode de vie d'errance. Genet, jusqu'à la fin, vit dans des chambres d'hôtel sordides, souvent près des gares.
« À Domodossola en Italie, au printemps 1967, Jean Genet a tenté de se suicider dans une chambre d’hôtel. Les journaux de l’époque s’en sont émus, mais cet événement n’occupe que quelques lignes dans la plupart des biographies ». Il n'a jamais expliqué les raisons de cet acte.
Il réside dans des hôtels sordides, bien qu'en 1975, très bien payé comme scénariste, il loge dans un hôtel à Londres[réf. souhaitée]. C'est dans ces conditions que, à la demande de David Bowie et du producteur Christophe Stamp (le frère de l’acteur Terence Stamp), il adapte pour le cinéma son roman Notre-Dame-des-Fleurs dans un manuscrit de 180 pages intitulé Divine.
Dans sa vie d'errance, il ne voyage qu'avec deux petites valises remplies de lettres de ses amis, de dessins et de manuscrits, que quelques jours avant sa mort il confie à son avocat et ami Roland Dumas,. Une des valises contient notamment le manuscrit du scénario Divine.
Seul et rongé par un cancer de la gorge, l'écrivain fait une mauvaise chute la nuit du 13 au 14 avril 1986 dans la chambre 205 du Jack's Hôtel au no 19 de l'avenue Stéphen-Pichon à Paris ; son décès est rapporté le 16 avril par la police,.

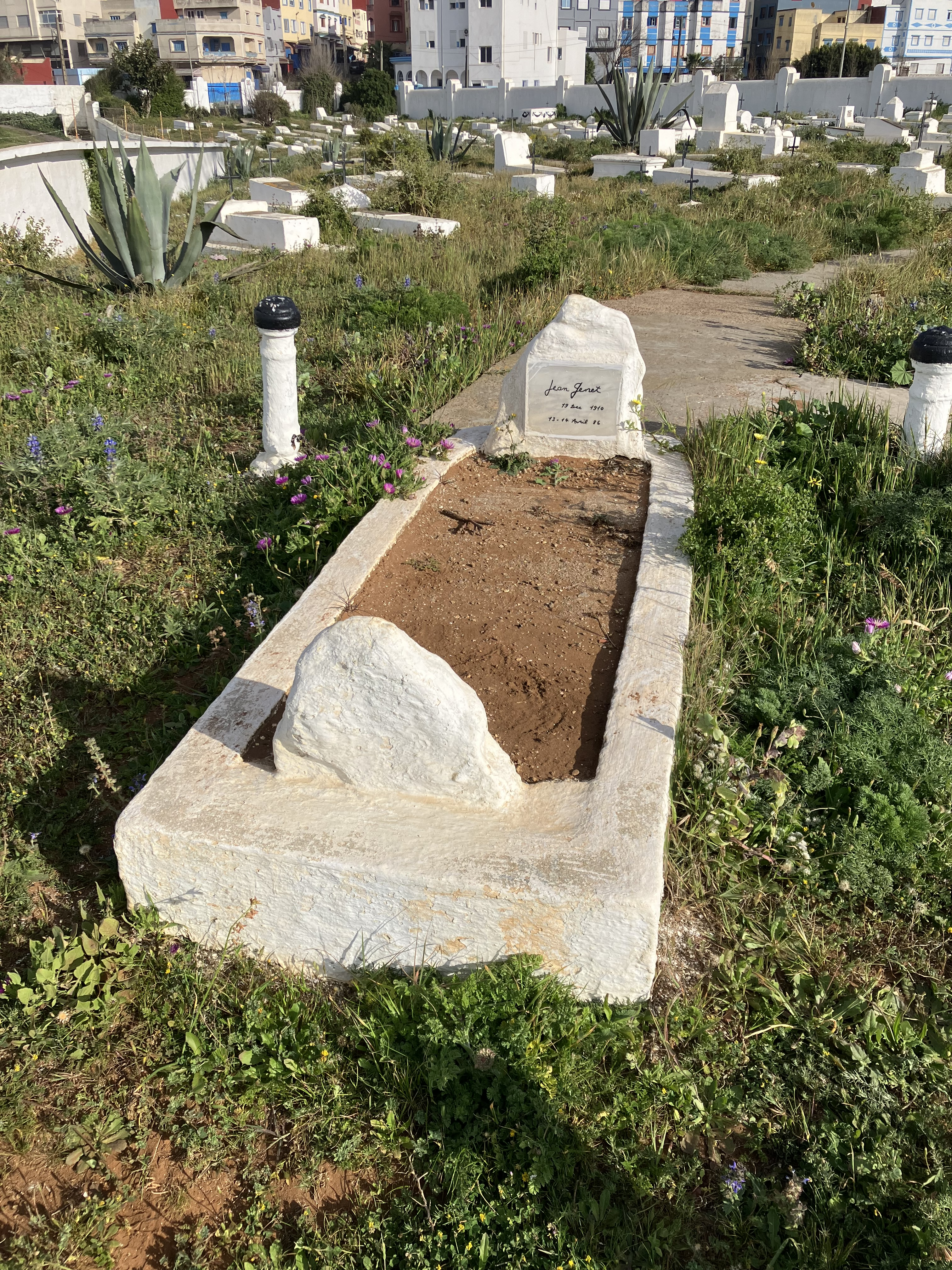
Tombe de Jean GENET

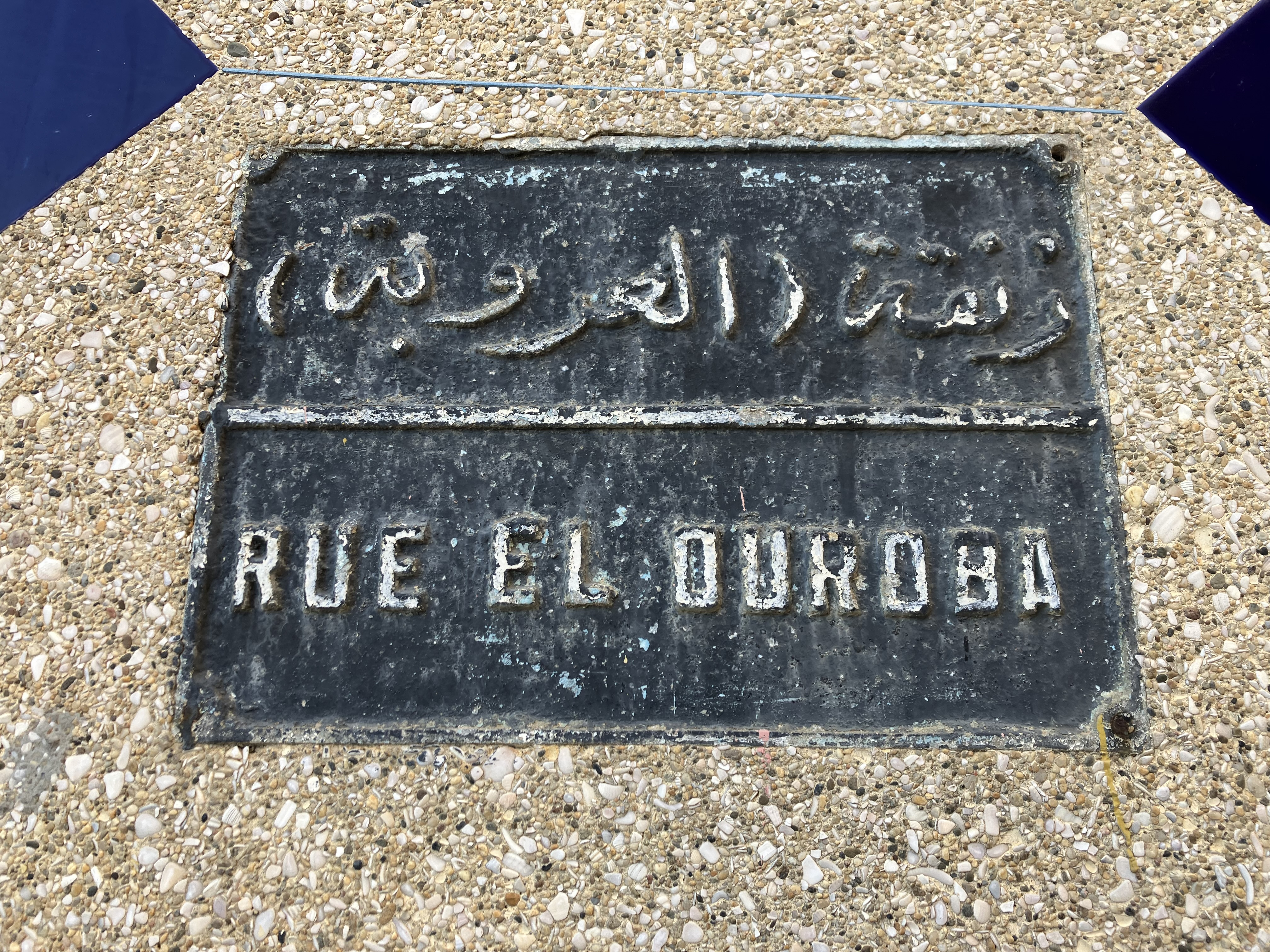
plaque de rue pour aller à la maison de Jean GENET

Il est enterré au vieux cimetière espagnol de Larache au Maroc, au bord de la mer. L’année 1986 marque paradoxalement le « grand retour » de Genet, puisque dans les mois suivant sa mort paraît Un captif amoureux, « après plus de vingt-cinq ans de presque total silence ». À cela il faut ajouter, à la même époque, son retour sous la plume des critiques avec « un nombre croissant d'articles et de livres sur Genet et son œuvre ».

## Politique et métaphysique

### Les combats politiques
En 1974, il soutient la candidature de François Mitterrand à l'élection présidentielle dans le journal L'Humanité.
Genet s'est consacré à des combats politiques. Il dénonce l'hypocrisie de la bourgeoisie française, participe à différents mouvements pointant la politique carcérale française, avec Michel Foucault et le Groupe d'information sur les prisons, et pour l'abolition des Quartiers de haute sécurité. Il critique avec violence la politique coloniale, et prend aussi position sur le devant de la scène internationale. Ainsi, alors qu'on lui demande d'écrire une préface aux lettres de George Jackson (prisonnier noir, fondateur des Black Panthers), il décide de partir aux États-Unis afin de rencontrer ces mêmes Black Panthers et de prendre publiquement position pour eux. Bien qu'interdit de séjour aux États-Unis, il y séjournera plusieurs mois. De même, il prend position pour les Palestiniens, rencontrant entre autres Yasser Arafat et Leïla Shahid. En septembre 1982, il est le premier Européen à pénétrer dans Chatila, après les massacres. Il en tire un texte politique majeur Quatre heures à Chatila.
Après deux séjours de plusieurs mois en Palestine, il se lance dans la rédaction d'un journal intitulé Un captif amoureux, qui sera publié quelques mois après sa mort. Prenant la défense des Palestiniens, il demeure néanmoins lucide sur les intérêts croisés de l'Occident, mais aussi de l'URSS ou des pays arabes quant au maintien d'une guerre symbole dans cette région du monde. Ces propos antisionistes prennent par deux fois une coloration antisémite qui, pour Sartre, est plus une posture qu'une réalité effective. Il faut noter que selon Basma El Omari, la lecture de l’histoire palestinienne par Jean Genet n’est pas seulement politique : « Partant d’une observation d’un conflit politique et historique autour d’une terre appelée aussi ‘‘mythique’’, l’écrivain semble en effet configurer une autre terre qui n’appartient qu’au poétique ».
Si, dans les années soixante-dix et quatre-vingt, ces propos sont considérés comme participant d'une guerre idéologique qui scinde l'extrême gauche française entre pro-sionistes et anti-sionistes, ils ont été réanalysés par Éric Marty dans deux ouvrages qui, pour les uns, révèlent enfin la vérité sur cet auteur complexe et, pour les autres, participent d'un gauchissement et d'une distorsion générale de ces textes, au mépris de la réalité littéraire et biographique. En revanche, il est exact que Genet publia régulièrement des articles et tribunes — réunis chez Gallimard sous le titre de L'Ennemi déclaré — qui sont presque toujours de véritables brûlots.
Il y soutient entre autres, dans « Violence et brutalité », le terrorisme et la Fraction armée rouge. Cet article, qui parut le 2 septembre 1977 dans les pages « points de vue » du journal Le Monde, provoqua un tollé général. Michel Foucault seul défendit la position de Genet, évoquant l'action du G.I.P. : « Notre action… cherche à effacer cette frontière profonde entre l'innocence et la culpabilité. C'est la question que posait Genet à propos de la mort du juge de Soledad ou de cet avion détourné par les Palestiniens en Jordanie ; les journaux pleuraient sur le juge et sur ces malheureux touristes séquestrés en plein désert sans raison apparente ; Genet, quant à lui, disait : "Un juge serait-il innocent, et une dame américaine qui a assez d'argent pour faire du tourisme de cette manière-là ?” ». Genet renversait toujours les points de vue, mettant sans cesse le lecteur à la question.
Finalement, sa défense de l'homosexualité, sa dénonciation des prisons, son soutien général aux mouvements anticolonialistes, son séjour aux États-Unis pour défendre les Black Panthers ou son double séjour en Palestine font de Genet pour les uns le saint défenseur des opprimés et pour les autres un savant manipulateur de ces mêmes opprimés qu’il ne défendrait que par détestation de leurs prétendus « oppresseurs ». Cette ambigüité n’aurait sans doute pas déplu à Genet, qui a le rôle de tribun des déshérités.

### Polémique autour du nazisme et de l'antisémitisme de Genet
Cette polémique a toujours été active. Selon Cocteau et Sartre, ce serait sous la forme d’un renversement des valeurs bourgeoises qu'il faudrait lire ces lignes sur l'Allemagne nazie :

« Il est naturel que cette piraterie, le banditisme le plus fou qu'était l'Allemagne hitlérienne provoque la haine des braves gens, mais en moi l'admiration profonde et la sympathie. Quand un jour, je vis derrière un parapet tirer sur les Français les soldats allemands, j'eus honte soudain de n'être pas avec eux, épaulant mon fusil et mourant à leurs côtés […].
Je note encore qu'au centre du tourbillon qui précède — et enveloppe presque — l'instant de la jouissance, tourbillon plus enivrant quelquefois que la jouissance elle-même, la plus belle image érotique, la plus grave, celle vers quoi tout tendait, préparée par une sorte de fête intérieure, m'était offerte par un beau soldat allemand en costume noir de tankiste.
On me dit que l'officier allemand qui commanda le massacre d'Oradour avait un visage assez doux, plutôt sympathique. Il a fait ce qu'il a pu — beaucoup — pour la poésie. Il a bien mérité d'elle […]. J'aime et respecte cet officier. »

Par ailleurs, Pompes funèbres est une analyse des fantasmes morbides qu'engendre l'ensemble des appareillages militaires, avec un démontage complexe de ces fantasmes, la Milice et le vocabulaire érotisant des collaborateurs.
Certains de ses critiques, dont Éric Marty, condamnent toujours son nazisme et son antisémitisme.

Mais Albert Dichy s’oppose à ces interprétations. Il évoque ainsi sa rencontre au Liban avec Genet en 1970 : 

« Genet m’a posé des questions. Donc il voulait savoir comment on vivait au Liban, pourquoi est-ce que je parlais français, il était très étonné, il m’a demandé : “Vous êtes chrétien, musulman ?”. J’ai dit : “Non, je suis juif…”, alors il a été absolument stupéfait, il m’a dit : “Mais enfin je ne comprends pas, qu’est-ce que vous faites là ? Vous avez une armée superbe de l’autre côté ! Vous devez les rejoindre, vous brouillez tout, on ne comprend plus rien !”. J’ai compris par la suite que Genet aimait beaucoup se déplacer, lui, sur les cases de l’échiquier, mais il n’aimait pas trop que les cases bougent. »

Éric Marty affirme qu’il y aurait chez Genet une angoisse du Bien, une angoisse à l’égard du Bien : « Si Genet est antisémite […] c'est tout simplement parce qu'aux yeux de Genet le juif est le Bien, parce qu'il est le Bien absolu et que l'antisémitisme de Genet est une angoisse du Bien, une angoisse à l'égard du Bien. » Marty s’appuie sur Kierkegaard et son Concept d'angoisse pour développer sa thèse et aussi sur les analyses de Sartre.
Albert Dichy répond à Éric Marty : « Il s'agit, il faut bien le dire, d'un texte[Lequel ?] d'une rare violence. Mais, après tout, l'œuvre de Genet parle pour lui, il est naturel qu'elle puisse également parler contre lui. Eric Marty instruit donc très méticuleusement un procès de ce qu'il nomme la “métaphysique” de Genet et qui reposerait sur un antisémitisme forcené, une sexualité relevant de “Sodome”, une fascination pour Hitler, la Milice et, de façon plus générale, pour “l'hyperpuissance”. Ce procès se conclut évidemment par une condamnation sans équivoque et par la disqualification du témoignage de Genet sur les Palestiniens — qui est visiblement l'un des principaux enjeux de ce texte. »
René de Ceccatty a également marqué les limites de l'analyse d'Éric Marty, reprenant les citations de Genet par Marty, et montrant comment la pensée de Jean Genet est, à ses yeux, caricaturée. Et de conclure : « Pourquoi traquer un prétendu antisémitisme et une prétendue sympathie pronazie dans des textes qui n'ont jamais été écrits pour accabler un peuple et l'exterminer, mais qui dénoncent au contraire la délation généralisée d'une nation sous l'occupation allemande et qui, en ce qui concerne Un captif amoureux, tentent de suivre le destin de deux peuples, l'un, celui des Noirs américains, à qui est refusée la dignité humaine, et l'autre, celui des Palestiniens, qui a été délogé, colonisé, humilié, destitué de toute identité politique ? »,.Éric Marty lui répond de manière approfondie dans la revue Critique, de mars 2007 : "A propos de Jean Genet et de l'antisémitisme".
Dans Les vérités inavouables de Jean Genet (Seuil : 2004) suivi de divers articles, l’universitaire Ivan Jablonka affirme que la fascination de l’écrivain pour Hitler et le dégoût des juifs sont des « constantes dans son œuvre », de Pompes funèbres à Un captif amoureux en passant par Journal du voleur, L'Enfant criminel et L'étrange mot d'...,.
Jablonka ajoute que « les textes de Genet, tout particulièrement ses romans des années 1940, regorgent d’idéologèmes nazis » et fascistes : essentialisme des individus, héroïsation du surhomme, esthétisation de la violence, rituels de la cruauté, insensibilité à la souffrance d’autrui, antisémitisme, mythologies médiévales et germaniques, goût des ordres de chevalerie, aristocratie du vivere pericoloso, présentation élogieuse d'Auschwitz et de Dachau, etc.
Même si, comme l’admet Jablonka, Genet n’est « ni pro-nazi ni fasciste » au sens de l'engagement dans un Parti, l’écrivain a réalisé après-guerre un « repositionnement » politique, en entrant dans la « grande famille résistante » aux côtés de Jean-Paul Sartre et des Éditions Gallimard, et ce, grâce à la caution des Temps modernes, d’une pétition dans Combat en 1948 et de l’essai Saint Genet comédien et martyr que Sartre publie en 1952. Genet a donc été blanchi grâce à cet "oubli du fascisme".
Critiquant le livre de Jablonka, René de Ceccatty regrette « le procès qui est fait à Jean Genet depuis quelques années ». Agnès Vannouvong n'accrédite pas davantage la thèse d'un Genet antisémite ou fasciné par le nazisme et dénonce entre autres la « lecture morale » d'Ivan Jablonka (Les Vérités inavouables de Jean Genet) qui laisse entendre que « ses positions en faveur des opprimés cacheraient une partie de l'iceberg politiquement incorrect puisque Genet, rejetant un pays et une famille d'accueil qui l'a choyé, serait un antisémite fasciné par les crimes de la Milice, les camps nazis, l'homo-érotisme des soldats nazis et la figure toute-puissante du Führer. »

### Politique, métaphysique et théologie
Éric Marty soutient que l’antisémitisme de Genet est lié à une angoisse du Bien et que Genet identifierait les Juifs et le Bien. Cela semble être une hypothèse très périlleuse qu'Albert Dichy se refuse à cautionner, comme de parler de métaphysique du Mal.
Sartre parle pourtant du « caïnisme » de Genet, de son identification à une lutte fratricide, il a consacré une partie entière du Saint Genet à la figure de Caïn, en qui il voit la clef de la morale de Genet : c'est une morale du trucage, du mensonge, du qui perd gagne, de l'inversion, ce que Genet nomme : la trahison. Erik et Querelle sont les personnages qui incarnent le mieux cet univers caïnique, ou satanique, de Genet. C’est que la réalité pour Genet est traversée de métaphysique, ou plutôt elle est double, et c’est pourquoi elle peut être dite poétique. En effet la réalité laisserait entrevoir le royaume de Satan toujours présent dans le monde, et Hitler incarnerait alors le Mal absolu, témoignant de la présence active de Satan dans le Monde. La littérature est alors pour Genet rédemptrice, puisqu’elle apporte un témoignage sur le Monde, ses affaires, sa conduite.
Il avait dit : « les juifs sont immondes », et cela signifiait pour lui « qu'ils ne sont pas de ce monde », il l’a précisé. Les Juifs, pour Genet, derrière leur réalité apparente, laisseraient entrevoir un autre monde, où les forces du Bien et du Mal s’opposeraient. Ils seraient selon Genet, métaphysiquement, du côté du Bien : ils seraient ou se croiraient être les délégués du Bien parmi nous.
Albert Dichy, dans la suite de l’interview du Monde, propose une autre approche. « Je crois qu'on ne comprend rien à Genet si on ne prend pas en compte la donne spécifique qui marque le départ de son œuvre : c'est qu'elle parle au nom des coupables… c'est aux coupables qu'il est profondément dédié, et parmi eux, plus particulièrement, à ceux qui font l'objet d'un rejet unanime, d'un vomissement social, d'une sortie de la communauté humaine : les grands assassins, les condamnés à mort, les bagnards, les traîtres, les bourreaux, les miliciens, Hitler lui-même. Genet ne les justifie pas, ne les absout pas. » Il y a dans le Saint Genet de Sartre de multiples notations concernant cette façon politique d’effacer la frontière entre l'innocence et la culpabilité.
Mais on peut aussi parler, selon Georges Bataille, d’une métaphysique manichéenne où le Bien et le Mal s’affronteraient dans le Monde, d’une pensée théologienne parce qu’ancrée sur des lectures précises des Écritures. Genet le dit, par exemple en évoquant Erik, le tankiste allemand de Pompes funèbres : « Erik, sorte de délégué du mal parmi nous… »
Et il y a un lien subtil entre théologie et politique dans l’œuvre de Genet. Ainsi Pompes funèbres est rythmé par la figure pitoyable de la « petite bonne, fiancée de Jean » et l’enterrement de sa fillette. Genet insiste sur cette petite bonne qu’il appelle « la boniche ». Le livre commence par la mort de la fillette et se clôt sur la fin du voyage de la petite bonne qui regagne sa chambre après l’enterrement de sa fillette, contrepoint misérable de l’enterrement de Jean Decarnin. L’itinéraire déplorable de cette petite bonne pose la question politique du livre : Qui, dans notre société, va pleurer la mort de la fille de la boniche ? Ce qui n’empêche pas, en même temps, une lecture théologique de ce livre, car, sans cesse, à la suite de renversements dont il a le secret, Genet nous fait pénétrer violemment dans l’univers infernal du Mal. Au cœur du livre, surgit Hitler en personne, image du pouvoir absolu sur le monde, flamboyant, sodomite et castré :

« Cette queue, c'était aussi l'arme de l'ange, son dard. Elle faisait partie de ces engins terribles dont il était bardé, c'était son arme secrète, le V1 derrière quoi se repose le Führer. »

Cet ange ne peut être que l’archange noir, Satan, qui s’est opposé à Dieu et a été chassé du Paradis. Et précédant et annonçant cet Hitler satanique, Erik, le beau tankiste allemand, incarne la réalité du Mal, dans une terrible scène où il assassine « pour rien » un enfant. On peut dire que l’univers infernal double la réalité quotidienne chez Genet et que c’est sans transition qu’on passe de l’un à l’autre. Colette Piquet pose cette question : « Genet politique est-il moins crédible parce que discrédité par les fulgurances lucifériennes de son œuvre ? »
Dans une page très controversée du Captif amoureux, Genet évoque encore la figure de Hitler :

« Et sauf — c'est le mot, ici —, sauf cela, quoi ? Hitler est sauf d'avoir brûlé ou fait brûler des juifs et caressé un berger allemand. »

La figure de Hitler surgit de l’équivoque signifiante du mot « sauf ». Sa nature satanique nous emporte sans transition du côté du monde infernal. Hitler, c’est le Mal qui mène la danse du monde. Nulle adhésion pour autant de Genet à la cause nazie…

De nombreuses pages disent l’admiration de Genet pour Israël, son Mossad, son armée, son peuple. Mais, selon Genet, Israël est passé du côté du pouvoir, Genet pose alors la question : 

« Si elle ne se fût battue contre le peuple qui me paraissait le plus ténébreux, celui dont l'origine se voulait à l'origine, qui proclamait avoir été et vouloir demeurer l'Origine, le peuple qui se désignait Nuit des Temps, la révolution palestinienne m'eût elle, avec tant de force, attiré ? En me posant cette question je crois donner la réponse. Qu'elle se découpât sur un fond de Nuit des Commencements — et cela, éternellement — la révolution palestinienne cessait d'être un combat habituel pour une terre volée, elle était une lutte métaphysique. Imposant au monde entier sa morale et ses mythes, Israël se confondait avec le Pouvoir. Il était le Pouvoir. »

Genet, toujours du côté des coupables, des maltraités de ce monde, se révolte contre cette puissance d’Israël qui s’exerce au nom du Bien, au nom du Dieu unique qu’il se serait approprié : 

« L'État d'Israël au Moyen Orient est un bleu, une ecchymose qui s'éternise sur l'épaule musulmane. »

Colette Piquet propose cette interprétation : « Israël a l’origine et l’éternité pour lui, écrit clairement Genet, qui se met et met les Palestiniens dans une position caïnique de rivalité fratricide. Aucun des textes politiques de Genet ne peut être lu hors de cette lutte métaphysique qui les sous-tend. »

## Influence en art

### Littérature
Jean Genet, dans sa jeunesse, a été profondément inspiré par Les Nourritures terrestres d'André Gide, il a d'ailleurs cherché à rencontrer l'écrivain. C'est en partant de ce modèle qu'il a créé certains de ses personnages. Il souligne également que les textes de Marcel Jouhandeau, notamment son conte Prudence Hautechaume, l'ont décidé à se consacrer à l'écriture. La vie de Jean Genet — et sa mise en scène — telle que décrite notamment dans Le Journal du voleur, où il se présente sous les traits d'un vagabond asocial et mystique, a servi d'inspiration aux auteurs de la Beat Generation. On le trouve cité dans l'œuvre de Charles Bukowski, et de façon élogieuse dans la correspondance de Jack Kerouac.
Par ailleurs, bien que leurs théâtres soient différents, il a déclaré lors d'une interview : « Vous pouvez tout détruire par le feu mais sauvez à tout prix Capitaine Bada de Vauthier. »
Le personnage principal de Querelle de Roberval, deuxième roman de Kevin Lambert, est inspiré du personnage central de Querelle de Brest.

### Musique
- La compositrice et interprète française Hélène Martin, née en 1928, a consacré sa carrière à la mise en musique de la poésie. Elle est la première à mettre Genet en musique, et ce dès 1962. Elle lui en demande l'autorisation ; il lui répond : « Chantez Le Condamné à mort tant que vous voudrez et où vous voudrez[55]. » Elle enregistre en 1962 un extrait du Condamné à mort. Étienne Daho chante cet extrait sous le nom Sur mon cou en 1996 et le reprend régulièrement lors de ses concerts. Puis en 1966, elle enregistre Où sans vieillir… ; en 1970, Pardonnez-moi ; et en 2000 pour l'album La Douceur du bagne, O la douceur du bagne et Le ciel disait sa messe. En 1970, elle adapte l'ensemble du poème Le Condamné à mort qui est dit et chanté par Marc Ogeret[56]. En 1984/85, elle met en scène sous forme d'opéra-poème Le Condamné à mort. Hervé Villard dans son disque Cri du coeur en 2004, chante un extrait du Condamné à mort.
- Le chanteur japonais d'acid-folk Kazuki Tomokawa a écrit une chanson en hommage à Jean Genet sur son album Erise No Me (en français : Les Yeux d'Élise) ; il s'agit de la chanson Jean Genet ni Kike.
- Mansfield.TYA[57] refait la bande son du film Un chant d'amour à l'occasion d'un ciné-concert en 2004. On retrouve aussi un hommage à Jean Genet dans leur discographie sur le titre La Cour de l'est (extrait du 7 titres Fuck).
- Le titre de la chanson The Jean Genie de David Bowie, issue de l'album Aladdin Sane (1973) était, selon Bowie lui-même, « un jeu de mots maladroit sur Jean Genet »[58].
- Christian Caujolle a écrit plusieurs chansons inspirées de l'œuvre de Genet dont À Maurice Pilorge pour le groupe Casse-Pipe qui l'interprète sur l'album La Part des anges.
- La chanson Stilitano, a été écrite et composée par Louis-Pierre Guinard et Philippe Onfray (de Casse-Pipe) en s'inspirant directement de la lecture de Journal du voleur; elle est considérée comme un standard du groupe, a été enregistrée sur leur premier album, Chansons Noires - Tome 1, et a été jouée très assidûment sur scène. De façon générale, Jean Genet est une des figures marquantes inspirant le concept du groupe, tant pour les engagements politiques que pour l'ambivalence du personnage.
- Le chanteur Nicolas Bacchus (Nicolas Bages) a mis en musique le poème Cayenne de Genet, écrit en 1939 à la prison de St Brieuc. Le titre figure sur le premier album Coupe d'immondes, les paroles sont lisible sur le site du chanteur[59].
- Il est fait référence à Jean Genet dans la chanson des Pogues Hell's Ditch (Shane MacGowan/Jem Finer).
- Il est également fait référence à Jean Genet dans la chanson We Were Lovers de Daniel Darc et Bill Pritchard, parue sur leur vinyle Parce que en 1988.
- Jean Genet est une des influences majeures de Douglas Pearce, leader du groupe de néofolk Death in June.
- Dire Straits fait une brève mention de Jean Genet dans la chanson Les Boys.
- Le chanteur anglais Pete Doherty cite Jean Genet dans son album Grace/Wastelands (2009). À la fin du morceau Last of the English Roses, il lit un court passage de Notre-Dame-des-Fleurs (1944).
- L'album Elegy du saxophoniste et compositeur américain John Zorn rend hommage à Jean Genet. (1992)
- La chanson Lady of the Flowers de Placebo fait référence à Notre-Dame-des-Fleurs (1944).
- Jean-Louis Murat dans sa tournée Muragostang de 2000 utilise sur le titre Polly Jean un récit imaginaire sur Jean Genet diffusé alternativement avec la chanson originale. Cette performance est enregistrée sur l'album en concert du même nom publié en 2001.
- Le compositeur hongrois Péter Eötvös a mis en musique Le Balcon en 2002 (révisé en 2004).
- Jeanne Moreau et Étienne Daho enregistrent l'intégrale du Condamné à mort en 2010.
- Les Nègres, opéra en 3 actes (2004) de Michaël Levinas.
- Le groupe CocoRosie des deux sœurs Sierra et Bianca Cassidy lui dédie en 2004 une chanson, initialement appelée 1910, la chanson sera ensuite rebaptisée Beautiful Boyz et sortira sur un EP puis sur l'album Noah's Ark sorti en 2005, elles l’interprètent avec Anohni.
- Le groupe Têtes Raides met en musique le Condamné à mort sur leur album Corps de mots qui fait suite à une série de spectacles de poésies au Théâtre des Bouffes-du-Nord et au Lavoir moderne parisien (2013).
- Le groupe Les chevals hongrois, qui se définit comme un "ensemble d'individus scandant des juxtapositions sur des rythmes binaires: du rap néfaste à tendance tropicale", enregistre en avril 2015 l'album Le condamné à mort[60], reprise du poème sur un rap. Ils accompagnent leur album d'un film en noir et blanc.
- Le chanteur Babx compose et interprète l'extrait sur mon cou du Condamné à mort dans son album Cristal automatique 1 (2015).
- Le rappeur Eddy de Pretto cite Jean Genet parmi les hommes ayant influencés sa vie dans la chanson R+V issue de son album Crash Cœur sorti en 2023[61].

### Danse
- C'est après avoir découvert, à la fin de l'occupation américaine, à Tokyo, l'œuvre de Jean Genet, que le danseur japonais Tatsumi Hijikata (1928-1986), fondateur du butō, prit son nom pour pseudonyme. En japonais, "hijikata" signifie "genêt".
- En 2009, le danseur et chorégraphe français Angelin Preljocaj crée le solo Le Funambule d'après le poème éponyme de Jean Genet qu'il récite lui-même en dansant. Interprété pendant deux saisons par Preljocaj, le ballet est ensuite dansé à partir de 2011 par Wilfried Romoli[62].))

### Peinture
- Ernest Pignon-Ernest lui dédie un parcours à Brest, en 2006[63].

### Cinéma
- R. W. Fassbinder, Querelle, 1982.
- Tony Richardson, Mademoiselle, 1966. Film réalisé à partir du scénario de Jean Genet Les Rêves interdits.
- Poison, 1991. Réalisé par Todd Haynes. Adapté des nouvelles de Jean Genet Notre-Dame-des-Fleurs, Miracle de la rose et Journal du voleur.
- Richard Dindo, Genet à Chatila, 1999
- Madame est bonne, 2015. Les Bonnes a inspiré le scénario du film.
- Jean Genet, un captif amoureux, parcours d'un poète combattant, documentaire de Michèle Collery, 2017[64],[65].
- Jean Genet, notre père des fleurs, film posthume de Dalila Ennadre, 81 minutes, 2021, La cinémathèque française « Sous l'ombre bienveillante de Jean Genet, enterré au Maroc, ce film est un dialogue entre les vivants et les morts, une invitation à tenir les mondes ensemble, entre sourde révolte humaniste et élégie poétique. » (Dalila Ennadre)

## Œuvre

### Théâtre
- Les Bonnes, L'Arbalète, 1947, no 12 (mai). Bien que joué en 1947, Les Bonnes est republié en 1954 chez Jean-Jacques Pauvert, à Sceaux, dans un ouvrage s’intitulant Les Bonnes, les deux versions précédées d’une Lettre de l’auteur. La première version correspond à la pièce publiée dans L'Arbalète en 1947 et jouée en 1954 par Tania Balachova, la seconde est postérieure aux répétitions avec Louis Jouvet au théâtre de l’Athénée en 1947. Les Bonnes a eu le prix de la Pléiade en 1947.
- Haute Surveillance, Gallimard, Paris, 1949. Une version sera jouée à New York sur la base d’une traduction de Frechtman effectuée à partir d’un texte joué au théâtre des Mathurins, version différente de celle publiée cette année-là. En 1957, une troisième version est jouée à Hambourg, version publiée en 1968 dans les Œuvres complètes, tome IV, Paris, Gallimard. Haute Surveillance a eu également le prix de la Pléiade la même année que Les Bonnes.
- Le Balcon, L'Arbalète, Décines (Lyon), 1956. Il s’agit de la version originelle en quinze tableaux. Chez le même éditeur, en 1960, est publiée une deuxième version en neuf tableaux puis, deux ans plus tard, une troisième version définitive, toujours chez le même éditeur. Cette version définitive sera reprise dans les Œuvres complètes chez Gallimard, en 1968, tandis que la version anglaise due à la traduction de Frechtman fut établie sur la base d’une quatrième version.
- Les Nègres, L'Arbalète, Décines (Lyon), 1958.
- Les Paravents, L'Arbalète, Décines (Lyon), 1961. Les dessins évoqués par Jean Genet dans ses « indications » sont reproduits dans l’édition numérotée. Suit une deuxième version, The Screens, toujours d’après une traduction de Frechtman, et une troisième, en seize tableaux au lieu de dix-sept, qui prendra place dans le tome V des Œuvres complètes, Gallimard, Paris, 1979.
- « Elle », L'Arbalète, 1989.
- Splendid's, L'Arbalète, 1993.
- Le Bagne, L'Arbalète, 1994.
- Héliogabale, Gallimard, 2024. Drame en quatre actes écrit en prison en 1942[66].

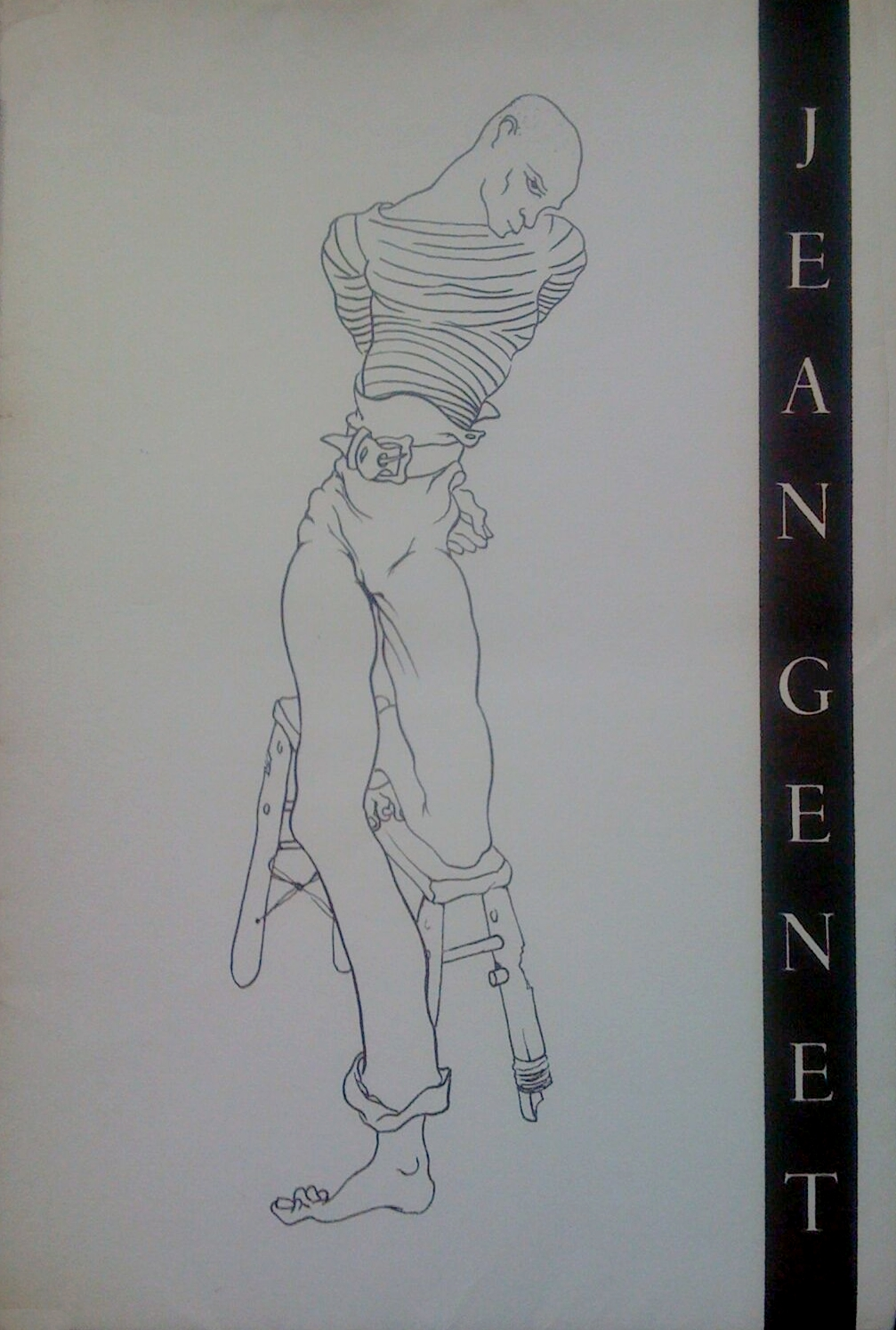
Chants secrets, publié en 1945 par L'Arbalète, couverture avec une lithographie d'Émile Picq.

### Poésie
- Le Condamné à mort, édition hors commerce, Fresnes, septembre 1942
- La Galère, 1944
- Chants secrets (Le Condamné à mort, Marche funèbre), L'Arbalète, Décines (Lyon), 1945 - illustré d'une lithographie d'Émile Picq
- Un chant d'amour, 1946
- Le Pêcheur du Suquet, 1946
- Le Condamné à mort/Marche funèbre/La Galère/La Parade/Un chant d’amour/Le Pêcheur du Suquet, L'Arbalète, Décines (Lyon), 1948

### Romans et autres textes
- Notre-Dame-des-Fleurs, « aux dépens d’un amateur » (Paul Morihien), Monte-Carlo, 1944[67]
- Miracle de la rose, Marc Barbezat-L'Arbalète, Décines (Lyon), 1946[67]
- Querelle de Brest, L'Arbalète, Décines (Lyon), 1947[68]
- Pompes funèbres, « A Bikini, aux dépens d’un amateur » [Editions Paul Morihien], 1948[68]
- Journal du voleur, Gallimard, Paris, 1949 ; livre audio : lu par Anouk Aimée, éditions des femmes, coll. « Bibliothèque des voix », 1988 Le second tome annoncé à la fin de cet ouvrage n’a jamais paru.
- Adame Miroir, argument pour ballet, Morihien, Paris, 1949
- L’Enfant criminel, texte radiophonique, Editions Paul Morihien, Paris, 1949[69],[70]
- Lettres à Leonor Fini, Loyau, Paris, 1950
- Jean Cocteau, Empreintes, Bruxelles, 1950
- « Conférence de Stockholm », texte radiophonique pour la radio suédoise, musée-bibliothèque Pierre-André-Benoit, Stockholm, 1955
- Le Funambule, L’Arbalète, Décines (Lyon), 1958[70]
- L’Atelier d’Alberto Giacometti, photographies d'Ernest Scheidegger, L’Arbalète, Décines (Lyon), 1967

### Articles, entretiens
- « Je ne peux pas le dire », lettre de 1960 à Bernard Frechtman, publiée en partie dans Libération, 7 avril 1988
- « To a Would Be Producer », in Tulane Drama Review, no 7, 1963, p. 80-81
- « What I like about the English is that They Are such Liars… », in Sunday Times, 1963, p. 11
- « Jean Genet », entretien pour Playboy, avril 1964, p. 45-55
- « Ce qui est resté d’un Rembrandt déchiré en petits carrés bien réguliers, et foutu aux chiottes », in Tel Quel 29, avril 1967
- « L'étrange mot d'… », in Tel Quel 30, septembre 1967
- « Les maîtresses de Lénine », in Le Nouvel Observateur, no 185, 30 mai 1968
- « Les membres de l’Assemblée nationale », in Esquire, no 70, novembre 1968
- « Un salut aux cent mille étoiles », in Evergreen Review, décembre 1968
- « Les Pâtres du désordre », in Pas à pas, mars 1969, pp. vi-vii
- « Français encore un effort », in L’Idiot international, no 4, 1970, p. 44
- « Il me paraît indécent de parler de moi », conférence, Cambridge, 10 mars 1970
- « Lettres aux intellectuels américains », conférence prononcée le 18 mars 1970, université du Connecticut
- « Bobby Seale, the Black Panthers and Us White People », in Black Panther Newspaper, 28 mars 1970
- « Introduction », préface au livre de Georges Jackson, Soledad Brother, World Entertainers, New York, 1970
- « May Day Speech », discours prononcé à New Haven le 1er mai 1970
- « Jean Genet chez les Panthères noires », entretien avec Michèle Manceau, in Le Nouvel Observateur, no 289, 25 mai 1970
- « Angela et ses frères », in Le Nouvel Observateur, no 303, 31 août 1970 (ce texte fut aussi publié sous le titre « L’Homme qui se croyait juge »)
- « Un appel de M. Jean Genet en faveur des Noirs américains », in Le Monde, 15 octobre 1970
- « Jean Genet chez les Panthères noires », entretien avec F.-M. Banier, in Le Monde, 23 octobre 1970
- « Angela Davis est entre vos pattes », texte lu le 7 octobre 1970, diffusé à la télévision lors de l’émission L’Invité du dimanche, le 8 novembre suivant
- « Jean Genet témoigne pour les Soledad Brothers », in La Nouvelle Critique, juin 1971
- « Pour Georges Jackson », manifeste imprimé et envoyé par voie postale à quelques centaines de personnes en juillet 1971
- « Après l’assassinat », écrit en 1971, non publié avant 1991
- « L’Amérique a peur », in Le Nouvel Observateur, no 355, 1971
- « Les Palestiniens », commentaire de dix photographies de B. Barbey publiées dans Zoom, no 4, 1971
- « The Americans kill off Blacks », in Black Panther Newspaper, 4 septembre 1971
- « The Black and the Red », in Black Panther Newspaper, 11 septembre 1971
- « L’Assassinat de Georges Jackson », in L’Intolérable, brochure du GIP, Paris, Gallimard, 10 novembre 1971
- « Une lettre de Jean Genet », in Les Lettres Françaises, 29 mars 1972
- « Faites connaissance avec les Guaranis », in Le Démocrate véronais, 2 juin 1972
- « Les Palestiniens », publié sous le titre Shoun Palestine, Beyrouth, 1973, puis dans Genet à Chatila, Actes Sud, Arles, 1994
- « Sur deux ou trois livres dont personne n’a jamais parlé », texte radiophonique pour France Culture lu le 2 mai 1974 puis repris pour L’Humanité sous le titre « Jean Genet et la condition des immigrés », le 3 mai
- « Quand le pire est toujours sûr », inédit écrit en 1974
- « Mourir sous Giscard d’Estaing », in L’Humanité , 13 mai 1974
- « Et pourquoi pas la sottise en bretelle ? », in L’Humanité, 25 mai 1974
- « Les Femmes de Djebel Hussein », in Le Monde diplomatique, 1er juillet 1974
- « Un héros littéraire : le défunt volubile », in La Nouvelle Critique, juin-juillet 1974
- Dialogues avec Hubert Fichte (1975) — publié à Grenoble, Cent pages, 2002.
- « Entretien avec Angela Davis », in L’Unité, 23 mai 1975
- « Des esprits moins charitables que le mien pourraient croire déceler une piètre opération politique », in L’Humanité, 13 août 1975
- « Les Frères Karamazov », in La Nouvelle Revue française, octobre 1975
- « Entretien avec Hubert Fichte », in Die Zeit, no 8, 13 février 1976
- La Nuit venue, scénario, fonds IMEC, 1976
- « La ténacité des Noirs américains », in L’Humanité, 16 avril 1977
- « Cathédrale de Chartres, vue cavalière », in L’Humanité, 30 juin 1977
- « Violence et brutalité », in Le Monde, 2 septembre 1977, ce texte est aussi la préface aux Textes des prisonniers de la Fraction Armée rouge et dernières lettres d’Ulrike Meinhof, Maspero, Cahiers libres, Paris, 1977
- « Près d’Ajloun » in Per un Palestine, dediche a piu voci a Wael Zouateir, Mazzota, Milan, 1979
- Le Langage de la muraille, fiction historique, inédit, fonds IMEC, 1981
- « Entretien avec Antoine Bourseiller » et « Entretien avec Bertrand Poirot-Delpech », reportage vidéo, collection « Témoin », réalisé entre décembre 1981 et janvier 1982, extraits parus dans Le Monde en 1982 et Le Nouvel Observateur en 1986
- « Quatre heures à Chatila », in Revue d’études palestiniennes, 1er janvier 1983
- « N° Matricule 1155 », catalogue de l’exposition « La Rupture », Le Creusot, 1er mars 1983
- « Entretien avec Nigel Williams », texte radiophonique, BBC, Royaume-Uni, 12 novembre 1985
- « Une rencontre avec Jean Genet », in Revue d’études palestiniennes, automne 1985
- « L’art est le refuge », in : Les Nègres au port de la lune, Paris : Éditions de la Différence, 1988, p. 99-103
- « Saint Genet, Palestinien et poète », L'Autre Journal, no 18, juin-juillet 1986. Traduction d'un entretien entre Jean Genet et Saadalah Wannous, originellement publié dans la revue Al Karmil qu'anime le poète palestinien Mahmoud Darwich.
- Dialogues, avec Hubert Fichte (1975) et Bertrand Poirot-Delpech (1982). Grenoble, Éditions Cent Pages, 1989, réédition en 2002  (ISBN 2-906724-24-6)

### Film
- Un chant d'amour, film, noir et blanc, muet, 25 min, mise en scène de Jean Genet, 1950

### Posthumes
- Un captif amoureux, Gallimard, Paris, 1986
- Lettres à Roger Blin, Gallimard, Paris, 1986
- « Chère Madame », correspondance avec Ann Bloch, Merlin-Verlag, Hambourg, 1988
- Lettres à Olga et Marc Barbezat, L’Arbalète, Décines (Lyon), 1988
- Elle, L’Arbalète, Décines (Lyon), 1988
- L’Ennemi déclaré, recueil de textes et entretiens, Gallimard, Paris, 1991
- Splendid’s, L’Arbalète, Décines (Lyon), 1993
- Le Bagne, L’Arbalète, Décines (Lyon), 1994
- Lettres à Ibis, L’Arbalète, Gallimard, Paris, 2010
- Héliogabale, Gallimard, Paris, 2024. Drame en quatre actes écrit en prison en 1942.
- Mademoiselle, Gallimard, Paris, 2024. scénario.

### Inédits mais répertoriés
- La Lettre à Decimo, (première version de Fragments…, archives Bernard Frechtman)
- C’est par un autre, plus subtil, (texte sur la répartition des droits d’auteur)
- Les Rêves interdits, (scénario de Mademoiselle)
- Le Bleu de l’œil, (scénario, autre titre de La nuit venue)
- Le Langage de la Muraille (scénario)
- Correspondance Genet-Frechtman
- Correspondance Genet-Antoine Bourseiller. Deux lettres adressées à Christophe Bourseiller sont reproduites dans la revue Continent

### Le contenu des deux petites valises
Les deux valises confiées à Roland Dumas sont, selon le témoignage du commissaire d'exposition Albert Dichy, une « petite grotte d’Ali Baba, un foutoir de brouillons de toutes sortes, de cahiers d’écoliers, de coupures de presse annotées, (…) d’affiches, de tracts, de journaux des Black Panthers. Et puis toutes ces notes, une infinité de notes… (…) cette matière autobiographique dont il fait ses livres. »
Ce sont des projets de livres sur la Fraction armée rouge, la révolte dans les prisons, les Black Panthers, plusieurs manuscrits préparatoires d'Un captif amoureux, deux scénarios de films inédits, La Nuit et Divine, une adaptation pour le cinéma de Notre-Dame-des-Fleurs rédigée au milieu des années 1970 à la demande de David Bowie « qui rêvait d’interpréter le rôle du héros du roman. »
Ses valises font l'objet d'une première exposition en 2020 en Normandie, organisée par l'IMEC et rapidement interrompue par les restrictions dues à la pandémie de Covid-19, avant d'être reprise en 2023 à l'Institut du monde arabe dans le cadre d'une exposition dédiée à la Palestine, dont l'écrivain fut un ardent défenseur.

## Expositions
- « Jean Genet, l'Échappée Belle »[73], au MuCEM, Marseille (15 avril - 18 juillet 2016)
- « Les valises de Jean Genet »[24], organisée par l'IMEC à l'abbaye d'Ardenne (30 octobre 2020 – 25 avril 2021) puis à l'Institut du monde arabe (31 mai 2023 - 19 Novembre 2023)

### Notices
- Notices d'autorité :   - VIAF
  - ISNI
  - BnF (données)
  - IdRef
  - LCCN
  - GND
  - Italie
  - Japon
  - CiNii
  - Espagne
  - Belgique
  - Pays-Bas
  - Pologne
  - Israël
  - NUKAT
  - Catalogne
  - Suède
  - Vatican
- Notices dans des dictionnaires ou encyclopédies généralistes :   - Britannica
  - Brockhaus
  - Den Store Danske Encyklopædi
  - Deutsche Biographie
  - Enciclopedia italiana
  - Enciclopedia De Agostini
  - Gran Enciclopèdia Catalana
  - Hrvatska Enciklopedija
  - Internetowa encyklopedia PWN
  - Nationalencyklopedin
  - Munzinger
  - Proleksis enciklopedija
  - Store norske leksikon
  - Treccani
  - Universalis
  - Visuotinė lietuvių enciklopedija
- Ressources relatives à l'audiovisuel :   - Africultures
  - AllMovie
  - Allociné
  - Filmportal
  - IMDb
  - Unifrance
- Ressources relatives au spectacle :   - Archives suisses des arts de la scène
  - Les Archives du spectacle
  - Internet Broadway Database
  - Kunstenpunt
- Ressources relatives à la musique :   - Discogs
  - MusicBrainz
  - Muziekweb
  - Répertoire international des sources musicales
- Ressources relatives à la littérature :   - Centre international de poésie Marseille
  - Kritisches Lexikon zur fremdsprachigen Gegenwartsliteratur
  - Printemps des poètes
- Ressources relatives aux beaux-arts :   - British Museum
  - Museum of Modern Art
  - Union List of Artist Names
- Ressources relatives à la bande dessinée :   - BD Gest'
  - Comic Vine
- Ressource relative à plusieurs domaines :   - Radio France